# Ishmael Yartey
Ishmael Yartey (Agona Swedru, 11 gennaio 1990) è un calciatore ghanese, centrocampista dell'Atert Bissen.

## Carriera

### Club
Ha esordito con la maglia del Servette in Young Boys-Servette (1-1), il 31 luglio 2011. Il 6 agosto 2011 segna la sua prima rete per il Servette in occasione della partita giocata in casa contro il Losanna (4-2). Nell'estate 2013, passa in prestito dal Sochaux al Sion.
Il 31 marzo 2023 è passato ai norvegesi dell'Alta.

### Nazionale
Ha giocato nella nazionale ghanese Under-17.